# Кузнецов, Александр Александрович (1926)
Алекса́ндр Алекса́ндрович Кузнецо́в (18 января 1926, Москва — 3 декабря 2013, Москва) — советский актёр театра и кино, альпинист — мастер спорта СССР (1963), писатель — член Союза писателей СССР (1974), автор более чем 50-ти произведений (неоднократно переизданных) различных жанров, общий тираж которых превысил более 2 миллионов экземпляров, учёный-орнитолог — первооткрыватель уникального вида вьюрковых Carpodacus puniceus, историк — автор нескольких энциклопедий, в числе которых монография «Энциклопедия русских наград».
Родился в семье потомственных дворян. В детстве учился в театральной студии, потом в театральной школе-студии Юрия Завадского при театре имени Моссовета. Снялся в нескольких фильмах. Десять с лишним лет проработал в альплагерях СССР на различных должностях. На протяжении более чем 10-ти лет работал инструктором альпинистской подготовки в Московском институте инженеров геодезии, аэрофотосъёмки и картографии (МИИГАиК), где получил должность доцента. 11 лет проработал в отделе орнитологии Зоологического музея МГУ, после чего полностью переключился на литературную и общественную деятельность.

## Биография

### Начало жизни
Родился 18 января 1926 года в Москве в семье Александра Сергеевича Кузнецова (1899—1950) и Людмилы Адольфовны Паульмейстер — прямых потомков дворянских родов Кузнецовых (по мужской линии) и Муравьёвых (по женской линии). В детстве занимался в театральном кружке Дома пионеров Сталинского района. 

### Актёрская карьера
В 1940 году впервые отметился дебютом в детском художественном фильме Льва Кулешова «Сибиряки», где сыграл ученика 6-го класса Серёжу Крылова.
В 1941 году в возрасте 15 лет начал работать токарем на первом московском авторемонтном заводе «Аремз», с началом Великой Отечественной войны перешедшим на выпуск продукции военного назначения. Однако из-за заболевания туберкулёзом был уволен с завода и получил освобождение от призыва в армию. Аттестат о среднем образовании получил в школе рабочей молодёжи, сдав экзамены экстерном. В 1943 году он начал учиться в театральной школе-студии Юрия Завадского при театре имени Моссовета. В том же году снялся в эпизодической роли одноклассника Зои Космодемьянской Бориса Фомина в картине Лео Арнштама «Зоя», а ещё два года спустя в роли матроса Егорки в приключенческой ленте Владимира Брауна «В дальнем плавании». По его собственным словам: «Мне просто везло. Я ничего не предпринимал для того, чтобы получать ведущие роли в фильмах. Меня приглашали на пробы совершенно неожиданно». По окончании обучения по распределению попал в «Театр для детей и юношества Казахстана» (Алма-Ата, худ. руководитель Наталия Сац), однако из-за конфликта с худруком, которую с самого начала, по его собственным словам, «очень невзлюбил», в 1951 году завершил театральную карьеру, «собрал рюкзак и ушёл в горы».

### Альпинизм
Следующие почти 30 лет жизни Кузнецова в той или иной степени были связаны с горами. Для альпинистов СССР он так и останется "Сан Санычем". В 1948 он впервые "познакомился с горами" и в 1949 году окончил школу инструкторов альпинизма в «Горельнике» — альплагере ДСО «Искра» в Мало-Алма-атинском ущелье (в нескольких километрах от Медео), где во время Второй мировой войны готовили армейских альпинистов. А с 1952 по 1964 годы работал в альплагерях СССР на различных должностях. Руководил несколькими экспедициями в Фанские горы и на Матчу. Являлся одним из идеологом и организаторов альплагеря «Варзоб» (Памир). В 1964—1977 годах работал в МИИГАиКе инструктором по альпинистской подготовке. Вместе со студентами-геодезистами организовал и провёл 11 учебных сборов на Кавказе, Карпатах и Тянь-Шане. Инструктор-методист 1-й категории. Всего, по примерным оценкам, совершил более ста восхождений в различных горных системах на территории СССР, а также несколько в Альпах. В 1963 году получил звание мастера спорта СССР. В 2001 году на свой 75-летний юбилей за достижения всей жизни в альпинизме был награждён высшей российской негосударственной альпинистской наградой — орденом «Эдельвейс» 1-й степени (№ 01).

### Орнитология
В 1956 году (параллельно с инструкторской работой в области альпинизма) Кузнецов окончил Московский государственный педагогический институт им. Ленина, получив дипломы сразу двух факультетов — географического и физической культуры. Ещё во время работы в горах Средней Азии он увлёкся орнитологией, и в 1964 году Институтом биологии АН Киргизской ССР был опубликован автореферат его диссертации на соискание учёной степени кандидата биологических наук «Авифауна Киргизского хребта и её структура», которую он позже успешно защитил. Первой получившей международное признание работой Кузнецова на этом поприще (в соавторстве) стала книга «Птицы СССР» (Бёме Р. Л., Костин Ю. В., Флинт В. Е.) (1968), которая была переведена на английский язык и издана Princeton University Press в 1984 году под названием «A Field Guide to Birds of Russia and Adjacent Territories». Всего по теме орнитологии Кузнецовым написаны около десятка работ, в числе которых «Птицы Красной книги СССР» (1986, с Бабенко В. Г., тираж 150 т. э.) и «Птицы открытых и околоводных пространств СССР» (1983, с Бёме Р. Л., тираж 200 т. э.).
С 1977 по 1988 годы работал старшим научным сотрудником в отделе орнитологии Зоологического музея МГУ, которому передал обширные коллекции птиц, добытых им на Кавказе, Алтае и в горах Средней Азии. Во время одной из зимовок на метеостанции в горах Тянь-Шаня он обнаружил там не отмечавшийся ранее вид вьюрковых Carpodacus puniceus, чей ареал ограничен отдельными районами гор Средней Азии, и которую, в итоге, назвали красным вьюрком. Последней работой Кузнецова по теме орнитологии стала книга «Птицы разных материков» («Просвещение», 1986), после чего он полностью посвятил себя литературному творчеству.

### Писатель
Первым художественным произведением Кузнецова стала повесть «Сидит и смотрит в огонь», написанная во время одной из зимовок на Тянь-Шане. Рецензентом этой работы, посланной для опубликования в издательство «Молодая гвардия», стал Владимир Солоухин — близкий знакомый Кузнецова ещё по студенческим годам. Благодаря его лестному отзыву книга сразу пошла в печать. Уже в 1970 году издательством «Физкультура и спорт» был опубликован первый сборник его рассказов «Горы и люди» (тираж 50 000 экз.), а в 1974 году А. Кузнецов был принят в Союз писателей СССР. Всего из-под его пера вышло более пятидесяти произведений (включая орнитологические и исторические исследования), некоторые из которых были переведены на иностранные языки и напечатаны за границей. Общий тираж его работ оценивается в 2—2,5 млн экземпляров.
В 1966 году Кузнецову пришлось дорабатывать литературный сценарий фильма «Вертикаль» (рабочее название сценария — «Одержимые») после запуска  съёмок фильма. Имя Кузнецова не указано в титрах. Эпизоды фильма основаны на рассказах Кузнецова «Вертикальное восхождение», «Внизу Сванетия».

### История наград
Увлекался историей русских наград. В 1992 году вышел в свет его двухтомник «Наградная медаль», в 1998-м путеводитель «Награды Российской империи», а в 2002-м монография «Энциклопедия русских наград».
В конце 1980-х годов — начале 1990-х Кузнецов занялся общественной деятельностью. В 1991 году был избран вице-президентом вновь возрождённого Русского исторического общества. 

### Ведущий на телевидении
По его инициативе некоторое время Кузнецов на телеканале Центрального телевидения Образовательная программа был автором и ведущим телевизионной передачи под названием «Оглянись, Россия», которая входила в цикл передач «Все грани прекрасного», и была посвящена истории российских наград и русских усадеб. Всего, по его собственным словам, были сняты по три фильма по обеим темам. 

### Редактор
Вплоть до смерти являлся главным редактором литературного альманаха «Лёд и пламень» (до номера N11) . Альманах выходил объемом приблизительно 300 страниц и был посвящён горам и альпинистам. Авторы альманаха - известные в советском и российском альпинизме люди, в большинстве своем кавалеры альпинистского Ордена "Эдельвейс". Начал выходить с 2003 года от Союза российских писателей в издательстве И.В.Балабанова.

### Окончание жизни
Скончался 3 декабря 2013 года в Москве.

## Награды
- «За доблестный труд в Великой Отечественной войне 1941—1945 гг.»[6][9].

## Личная жизнь
Кузнецов был женат на Лидии Николаевне Кураповой (Кузнецовой) (с 1949 года). В браке родилось двое детей.